# Phylactolaemata
Phylactolaemata é uma classe de briozoários não calcários, exclusivos de água doce. Constituída por apena uma ordem Plumatellida. As espécies modernas possuem normalmente ampla distribuição geográfica.

## Classificação
- Classe Phylactolaemata Allman, 1856
  - Ordem Plumatellida Allman, 1856
    - Família Cristatellidae Allman 1856
      - Gênero Cristatella Cuvier, 1798

    - Família Fredericellidae Allman, 1856
      - Gênero Fredericella Gervais, 1839

    - Família Lophopodidae Rogick, 1935
      - Gênero Asajirella Oda e Mukai, 1989
      - Gênero Lophopodella Rousselet, 1904
      - Gênero Lophopus Dumortier, 1835

    - Família Pectinatellidae Lacourt, 1968
      - Gênero Afrindella Wiebach, 1964
      - Gênero Pectinatella Leidy, 1852

    - Família Plumatellidae Allman, 1856
      - Gênero Gelatinella Toriumi, 1955
      - Gênero Hyalinella Jullien, 1885
      - Gênero Internectella Gruncharova, 1971
      - Gênero Plumatella Lamarck, 1816
      - Gênero Plumatellites Fric, 1901
      - Gênero Stolella Annandale, 1909
      - Gênero Swarupella Shrivastava, 1981
      - Gênero Varunella Wiebach, 1974 (família incertae)

    - Família Stephanellidae Lacourt, 1968
      - Gênero Stephanella Oka, 1908